# Sabre de cavalerie légère modèle AN XI
Sabre de cavalerie légère modèle AN XI (шабля легкої кавалерії зразка XI року) — французька кавалерійська шабля прийнята на озброєння у 1802—1803 роках. Була розроблена як заміна легкокавалерійської шаблі зразка IX року, але відрізнялась від неї небагато. Широко використовувалась під час наполеонівських війн. Зразок поступав на озброєння кінно-єгерських, гусарських та шеволежерських полків.

## Історія
У XI році революційної ери (1802—1803 рр.) була образована спеціальна комісія для ліквідації недоліків шаблі зразка IX року. Розроблений комісією новий зразок відрізнявся тим, що клинок отримав доли, а стальні піхви стали робити товстішими, для запобігання їхньої деформації. Шабля отримала відповідною назву «Шабля легкої кавалерії зразка XI року» (Sabre de cavalerie légère modèle AN XI), фактичне виготовлення почалось у 1804—1805 роках. Шаблі і палаші зразка IX та XI років стали основним видом клинкової зброї французької кавалерії під час наполеонівських війн, хоча у полках (особливо гусарських) також використовували старі зразки. Шаблі зразка XI року оставались на озброєнні французької кавалерії до 1940 року. Виробництво легкокавалерійських шабель, як і іншої холодної зброї, відбувалось на державних мануфактурах у Клінгенталі (Manufacture d'armes de Klingenthal), Версалі (Manufacture d'armes de Versailles) та Турині (Manufacture d'armes de Turin), а також у німецькому Золінгені. До 1815 року було вироблено 156 052 шабель зразка XI року.

## Опис

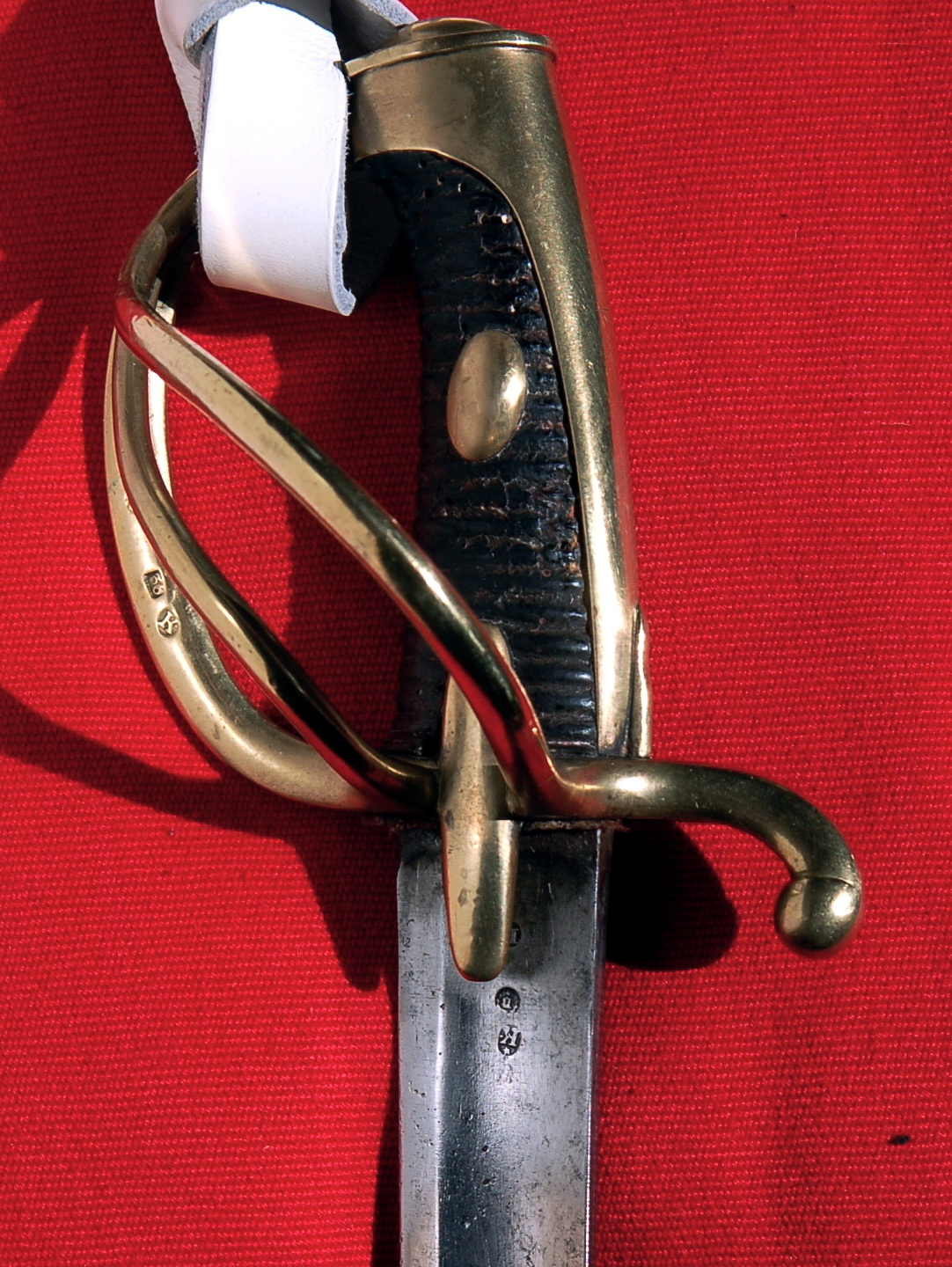
Ефес легкокавалерійської шаблі зразка XI року

Легкокавалерійська шабля зразка XI року мала однолезвійний викривлений клинок з двома долами. Ефес складався з гарди та руків'я. Гарда латунна, з основною дужкою і двумя бічними. Руків'я покрито шкірою та має жолобки. У середній частині руків'я розташовувались овальні латунні накладки. Спинку руків'я покривала латунна планка, яка переходила у овальну опуклу голівку. Піхви стальні, товщиною 2,5 мм, з двумя гайками з кільцями і черевиком (накладкою у нижній частині піхов), в середині піхов мався дерев'яний вкладиш.
Геометричні та вагові показник шаблі зразка XI року згідно з прототипом з Клігенталя наступні: довжина клинка 866,1 мм  (для серійних шабель наводиться також довжина 91,9 см), ширина в районі п'яти 37,2 мм, ширина в середній частині 31,9 мм, товщина в районі п'яти 10,2 мм, кривизна 51,8 мм, довжина піхов 882,1 мм, вага з піхвами — 2,769 кг, вага шаблі 1,111 кг, вага піхов 1,657 кг.
Носилась шабля на поясній портупеї білої шкіри, до якої вона підвішувалась на двох пасових ремінцях. Кінні єгері мали на портупеї піхви для багнета, а гусари підвішували ташку. На руків'ї шаблі мався білий шкіряний темляк з такою же кістю.
Шабля зразка XI року відрізнялась від зразка IX року, тим, що мала клинок з долами, товщина стальних піхов була збільшена до 2,5 мм проти 0,95 мм, піхви мали дерев'яний вкладиш, а вага шаблі з піхвами складала 2,769 кг, проти 1,65 кг у зразка IX року. В іншому обидва зразка були ідентичні.

## Збережені зразки
Один екземпляр шаблі зразка XI року знаходиться у колекції Військово-історичного музею артилерії, інженерних військ і військ зв'язку у Санкт-Петербурзі. Він має наступні показники: загальна довжина 1020 мм, довжина клинка 884 мм, ширина клинка 35 мм, вага без піхов 1170 г., з піхвами 2060 г..